# Məlik Məhərrəmov
Məlik Malik oğlu Məhərrəmov (eingedeutscht Malik Maharramow; * 29. August 1920 im Dorf Biçaqçı, Bitschaqtschi, Rayon Zərdab, Sowjetaserbaidschan; † 16. Juli 2004 in Baku, Aserbaidschan) war ein aserbaidschanisch-sowjetischer Offizier, Oberst und Kommandeur eines Schützenbataillons während des Großen Vaterländischen Krieges. Er wurde mit dem Orden „Held der Sowjetunion“ ausgezeichnet.

## Leben
1936 schloss Məhərrəmov die siebenklassige Mittelschule mit Auszeichnung ab und nahm anschließend ein Studium am Technikum für Volkswirtschaftliche Buchhaltung in Baku auf, das er 1939 ebenfalls mit Erfolg beendete. Noch im selben Jahr wurde er in die Rote Armee einberufen.
Zu Beginn des Zweiten Weltkrieges kämpfte er in der 70. Schützendivision im Raum Nowgorod an der Nordwestfront. Im August 1941 wurde Məhərrəmov schwer verwundet und in ein Lazarett nach Jaroslawl verlegt. Insgesamt wurde er sechsmal verwundet, kehrte jedoch immer wieder an die Front zurück. Nach seiner Beförderung zum Leutnant im Februar 1942 kämpfte Magerramow im Raum Orjol-Kursk an der Zentralfront als Kommandeur der 5. Schützenkompanie des 218. Garde-Schützenregiments der 77. Garde-Schützendivision. Məhərrəmov zeichnete sich insbesondere in den Septemberkämpfen 1943 um die Befreiung der Stadt Chernihiv aus. Seine Einheiten erreichten nach diesen Kämpfen den Fluss Dnepr. Als Anerkennung für seine Tapferkeit in dieser Militäroperation erhielt er den Orden des Roten Banners. Im Januar 1944 verlieh ihm das Präsidium des Obersten Sowjets für seine besonderen Verdienste bei den Kämpfen rund um das Gebiet Dnepr den Titel "Held der Sowjetunion".
Im Sommer 1944 nahm Məhərrəmov an der Befreiung der polnischen Stadt Chełm sowie an den Kämpfen um Gebiete im Einzugsgebiet der Flüsse Wiechsel und Wieprz teil. Sein Einsatz endete im März 1945 in den Vororten von Berlin. Er wurde verwundet und zur Behandlung in ein Lazarett nach Charkiw gebracht.

## Nach dem Krieg
Nach Ende des Kriege kehrte Məhərrəmov nach Aserbaidschan zurück. In den Jahren 1946 bis 1958 war er Militärkommissar der Provinzen Xızı und Ağdaş sowie des Bezirks Surakhani von Baku, später von 1961 bis 1965 Militärkommissar von Sabirabad und Kürdəmir. 1954 absolvierte er die Frunse-Militärakademie in Moskau.
Von 1965 bis 1973 war Məhərrəmov als Leiter der militärischen Abteilung der Aserbaidschanischen Staatlichen Universität (heute Staatliche Universität Baku) tätig. 1973 wurde Məhərrəmov im Rang eines Obersts aus dem Dienst entlassen.
Als Mitglied der KPdSU bekleidete Məhərrəmov zwischen 1973 und 1990 verschiedene Parteiämter. 1985 wurde er anlässlich des 40. Jahrestages des Sieges mit dem Orden des Vaterländischen Krieges 1. Klasse ausgezeichnet. 1995 erhielt er anlässlich seines bevorstehenden 75. Geburtstags den Orden „Slawa“ (Orden des Ruhms). Məhərrəmov starb 2004 in Baku im Alter von 83 Jahren.